# Audrey Tautou
Audrey Justine Tautou [odre žüstyn totu] narozená 9. srpna 1976 v Beaumontu, departement Puy-de-Dôme) je francouzská herečka. Ve Francii se stala známou v roce 1999 rolí ve filmu Venuše, salon krásy, za kterou získala cenu César jako nejlepší ženská herecká naděje. Za hranicemi Francie proslula o tři roky později svojí hlavní rolí ve filmu Amélie z Montmartru, ještě více pak hlavní rolí v hollywoodském filmu Šifra mistra Leonarda.

## Kariéra
Začínala jako televizní herečka. Ve Francii se stala známou v roce 1999 rolí ve filmu Venuše, salon krásy, za kterou získala cenu César jako nejlepší ženská herecká naděje. Za hranicemi Francie proslula o dva roky později svojí rolí Amélie ve filmu Amélie z Montmartru, za kterou byla jako nejlepší herečka mj. nominována na Césara, Evropskou filmovou cenu či cenu BAFTA.
Další úspěšnou rolí byla v roce 2004 role Matildy ve filmu Příliš dlouhé zásnuby (Un long dimanche de fiançailles), za kterou byla mj. nominována na Césara či Evropskou filmovou cenu. V roce 2005 začala pracovat na svém prvním hollywoodském filmu Šifra mistra Leonarda, kde jí byl hereckým partnerem Tom Hanks. Film měl premiéru v roce 2006 a byl komerčně úspěšný, i když kvůli svému tématu mírně kontroverzní. Stále se považuje za francouzskou herečku, v domovské Francii chce i nadále rozvíjet svou kariéru. Od září 2006 je členkou americké Akademie filmového umění a věd.

## Osobní život
Mezi její oblíbené spisovatele patří Victor Hugo, Oscar Wilde, Paul Auster, a Timothy Zahn, jejími oblíbenými básníky jsou Charles Baudelaire a Tristan Tzara.
Audrey si fotografuje všechny reportéry, kteří s ní dělají interview, a jejich fotky shromažďuje v albu. Ve Francii ji mnozí považují za „typickou okcitánskou obyvatelku Auvergnate“. Aby vyvrátila pochybnosti novinářů v souvislosti se svým účinkováním ve filmu Šifra mistra Leonarda, prohlásila, že jde pouze o zábavný film, nikoli film náboženský, a že by se nikdy nepodílela na filmu, který by napadal křesťanskou víru. Dále řekla: „Byla jsem vychována ve víře, ačkoli oficiálně nejsem katolička, a věřím v Boha – tedy v mého Boha“.

## Filmografie
- Pěna dní (L'Écume des jours) – Chloé (2013)
- Thérèse Desqueyroux – Thérèse Desqueyroux (2012)
- Proti větru (Des vents contraires) (2011)
- Něžnost (La délicatesse) – Nathalie Kerl (2011)
- Krásné lži (De vrais mensonges) – Émilie (2010)
- Coco Chanel (Coco avant Chanel) – Gabrielle "Coco" Chanel (2009)
- Prostě spolu (Ensemble, c'est tout) – Camille (2007)
- Lov na boháče (Hors de prix) – (2006)
- Šifra mistra Leonarda – Sophie Neveu (2006)
- Erasmus 2 (Les Poupées russes) – Martine (2005)
- Příliš dlouhé zásnuby (Un long dimanche de fiançailles) – Mathilde (2004)
- Nowhere to Go But Up (Happy End) – Val Chipzik (2003)
- Pas sur la bouche (Na ústa ne) – Huguette Verberie (2003)
- Les Marins perdus (Ztraceni v přístavu) – Lalla (2003)
- Špína Londýna (Dirty Pretty Things) – Senay (2002)
- Erasmus a spol. (L'Auberge espagnole) – Martine (2002)
- Má mě rád, nemá mě rád (À la folie… pas du tout) – Angélique (2002)
- Bůh je velký, já ne (Dieu est grand, je suis toute petite) – Michèle (2001)
- Amélie z Montmartru (Le Fabuleux destin d'Amélie Poulain) – Amélie Poulain (2001)
- Le Battement d'ailes du papillon – Irène (2000)
- Libertin (Le Libertin) – Julie d'Holbach (2000)
- Voyous voyelles – Anne-Sophie (2000)
- Vem si mě (Épouse-moi) – Marie-Ange (2000)
- Triste à mourir – Caro (1999)
- Venuše, salon krásy (Vénus beauté (institut)) – Marie (1999)
- Le Boiteux: Baby blues – Blandine Piancet (1999) (TV)
- La Vieille barrière (1998)
- Chaos technique – Lisa (1998) (TV)
- Radostná událost (Bébés boum) – Elsa (1998) (TV)
- La Vérité est un vilain défaut (1997) (TV)
- Coeur de cible (1996) (TV)